# Verbrecher Verlag
Der Verbrecher Verlag ist ein 1995 von Jörg Sundermeier und Werner Labisch gegründeter Berliner Independent-Verlag.

## Geschichte
Der Name des Verlages entstand, „ebenso wie das Logo, aus einer Laune heraus“. Nach eigenen Angaben wollten die Literaturstudenten Werner Labisch und Jörg Sundermeier anfangs nur an „unveröffentlichte Manuskripte für private Lesezwecke“ kommen. Es folgten 1994 ein Treffen mit dem Autor Dietmar Dath auf der Frankfurter Buchmesse und 1995 die Herausgabe des ersten Romans. Nach vierjähriger Pause begann 1999 die ernsthafte Verlagstätigkeit mit einem Schwerpunkt auf Belletristik.
Zum Ende des „umsatzstärksten Jahrs“ 2010 schied Labisch „freundschaftlich“ aus dem Verlag aus. 2013 vernichtete ein Großbrand im Außenlager der Leipziger Kommissions- und Großbuchhandelsgesellschaft rund 25.000 Bücher des Verlags.
Kristine Listau, die Ehefrau Sundermeiers, übernahm zum 1. Juni 2014 sowohl die Geschäftsführung als auch die Vertriebsleitung; seit 1. Juni 2016 ist sie Mitgesellschafterin. Im Spätsommer 2021 wurde die Listau und Sundermeier oHG in eine Gesellschaft mit beschränkter Haftung umgewandelt.

## Verlagsprogramm

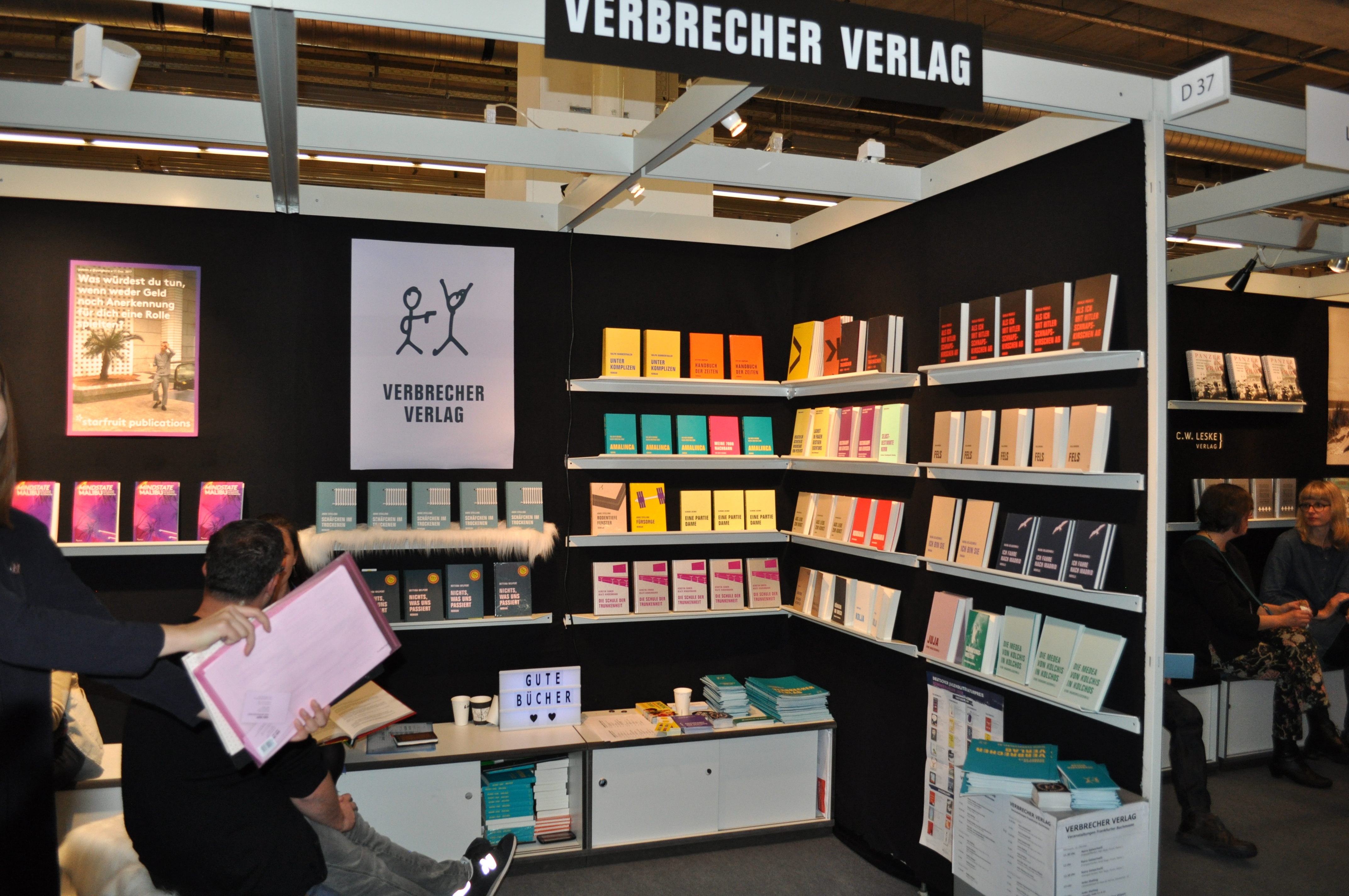
Stand des Verbrecher Verlags auf der Frankfurter Buchmesse 2018

Der Programmschwerpunkt des Verlages liegt in den Bereichen Belletristik, Sachbuch sowie Kunst und Comic. Außerdem bringt der Verlag in der Reihe „Stadtbücher“ Städte- und Stadtteil-Anthologien heraus. Bereits erschienen sind: für Berlin das Kreuzbergbuch, das Mittebuch, das Neuköllnbuch und das Hauptstadtbuch, außerdem das Münchenbuch, das Leipzigbuch, das Frankfurtmainbuch, das Hamburgbuch, das Kölnbuch, das Bielefeldbuch und das Marburganderlahnbuch.
Gemeinsam mit der taz, der Welt und der Edition Nautilus organisierte der Verlag 2017 ein Lesefest für den damals in der Türkei inhaftierten Deniz Yücel. Die gleiche Gruppe organisierte auch Solidaritätslesungen für Yücel auf der Leipziger Buchmesse 2017.

## Autoren (Auswahl)
Autoren des Verlages sind:
- Jim Avignon
- Christian Broecking
- Peter O. Chotjewitz
- Elfriede Czurda
- Dietmar Dath (sein Debütroman Cordula killt dich erschien 1996)
- Marc Degens
- Thomas Ebermann
- Eugen Egner
- Gisela Elsner (Werkausgabe, 2002 bis 2021)
- Ted Gaier
- Christian Geissler
- Naira Gelaschwili
- Charlotte Grasnick
- Darius James (Essay-Band Voodoo Stew 2003)
- Oleg Jurjew (sein erster auf Deutsch geschriebener Roman Unbekannte Briefe erschien 2017)
- Karsten Krampitz
- Martin Krauß
- Georg Kreisler
- Markus Liske
- Leonhard Lorek
- Rudolf Lorenzen
- Giwi Margwelaschwili
- Irmtraud Morgner
- Max Müller (Sänger der Rockband Mutter)
- Wolfgang Müller (Mitglied der Künstlergruppe
Die Tödliche Doris)
- Chaim Noll
- Aras Ören
- Hendrik Otremba
- Kathrin Passig (Ingeborg-Bachmann-Preis 2006)
- Manja Präkels
- Milo Rau
- Enno Stahl
- Anke Stelling
- Georg Stefan Troller
- Frederic Valin
- David Wagner
- Eva Ruth Wemme
- Bettina Wilpert

Außerdem erscheinen in dem Verlag die Tagebücher von Erich Mühsam.

## Auszeichnungen
- 2014: Preis der Kurt Wolff Stiftung[12]
- 2015: Melusine-Huss-Preis für den Roman Bodentiefe Fenster von Anke Stelling
- 2018: Melusine-Huss-Preis für nichts, was uns passiert von Bettina Wilpert
- 2019: Deutscher Verlagspreis
- 2019: Berliner Verlagspreis (Hauptpreis gemeinsam mit dem Berenberg Verlag)[13]
- 2020: Deutscher Verlagspreis[14]
- 2022: Deutscher Verlagspreis[15]
- 2023: Deutscher Verlagspreis[16]

## Sonstiges
- 2009 war der Verlag Mitinitiator der Hotlist, des jährlich vergebenen Buchpreises der unabhängigen Verlage.
- Im September 2016 wurde Sundermeier der K.-H. Zillmer-Verlegerpreis zugesprochen.[17]